# (3081) Martinůboh
(3081) Martinůboh est un astéroïde de la ceinture principale.

## Description
(3081) Martinůboh est un astéroïde de la ceinture principale. Il fut découvert le 26 octobre 1971 à Bergedorf par Luboš Kohoutek. Il fut nommé en honneur de Bohuslav Martinů. Il présente une orbite caractérisée par un demi-grand axe de 2,41 UA, une excentricité de 0,18 et une inclinaison de 5,3° par rapport à l'écliptique.
Cet astéroïde est nommé en l'honneur du compositeur tchèque Bohuslav Martinů (1890-1959).

## Compléments